# Olenellus
L’olenello (gen. Olenellus) è un artropode estinto appartenente ai trilobiti. Visse nel Cambriano inferiore (525-515 milioni di anni fa), e i suoi resti sono stati ritrovati in Nordamerica, in Groenlandia e in Scozia.

## Descrizione
L'esoscheletro di questo trilobite lungo circa otto centimetri, come quello di molti trilobiti primitivi, era costituito da un cephalon largo e semicircolare e da un pigidio di dimensioni molto ridotte. La protuberanza centrale del cephalon (glabella) era allungata e di forma quasi cilindrica, con tre paia di solchi laterali; le spine ai lati del cephalon (spine genali) erano relativamente lunghe e ben pronunciate. Come molti rappresentanti della famiglia, anche Olenellus possedeva un torace diviso in due: la parte anteriore era costituita da sette segmenti con le parti esterne poco spinose; quella posteriore, invece, possedeva un numero di segmenti variabile, in cui le pleure erano poco sviluppate. Il primo segmento della seconda sezione portava un paio di spine notevoli, allungate all'indietro, che superavano la parte posteriore del corpo.

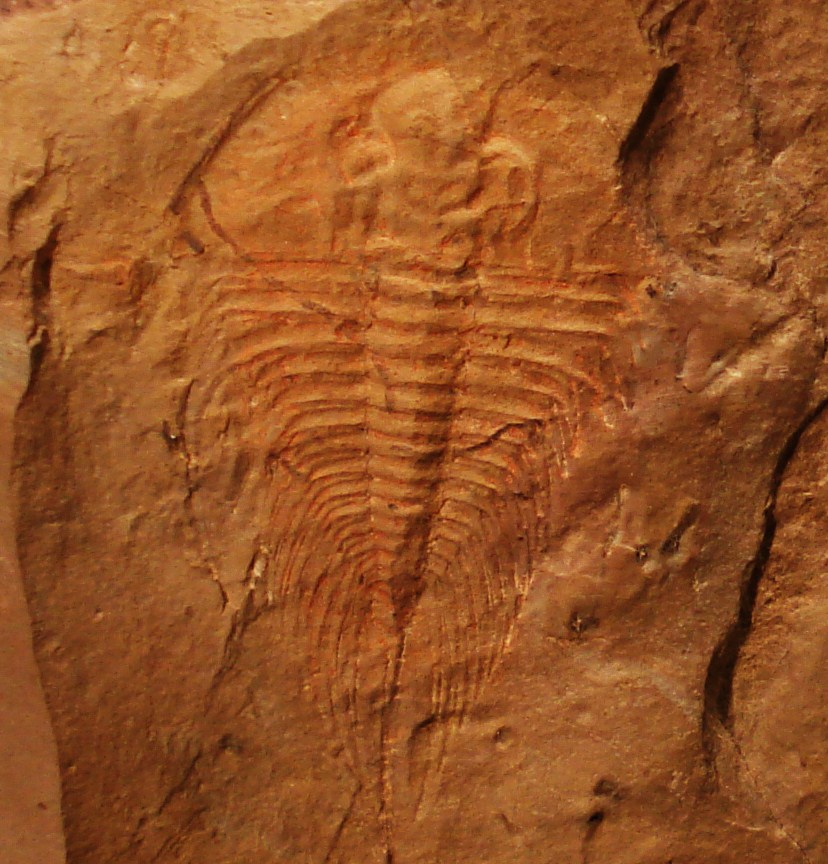
Fossile di Olenellus

## Classificazione
L'olenello appartiene al più antico ordine di trilobiti, i Redlichiida, apparsi all'inizio del Cambriano e comprendenti anche il ben noto Paradoxides. La famiglia stessa degli olenellidi (Olenellidae) è una delle più primitive dell'ordine; i suoi componenti, al contrario di molti rappresentanti della classe dei trilobiti, non erano in grado di appallottolarsi su sé stessi per difendersi dai predatori. Tra le specie più note di Olenellus, da ricordare O. gilberti.